# Retro (Bratislava)
Retro je polyfunkční budova v hlavním městě Slovenska v Bratislavě
v městské části Ružinov v ulici Nevädzová.
Skládá se z obchodního centra ve 3 podlažích s celkovou rozlohou 14 000 m², kancelářských prostor a 365 bytových prostor
v pětadvacetipatrové výškové budově. Dále se zde nachází sportovní centrum, které obsahuje 2 tenisové
a 2 squashové kurty, fitness a wellness a 630 parkovacích míst v podzemních garážích.
Výstavba proběhla v letech 2008 až 2010, přičemž původní varianta počítala s výškovou budovou se 17 nadzemními
podlažími, později byl projekt přepracován.